# Micrologus
Micrologus – traktat o muzyce średniowiecznej, napisany przez Guidona z Arezzo ok. 1026 roku. Dedykowany Tedaldowi, biskupowi Arezzo. Traktat ten opisuje praktykę nauczania i wykonywania chorału gregoriańskiego oraz szeroko opisuje zasady kompozycji muzyki polifonicznej. 
Omawia też organum paralelne oraz swobodne, wraz z przykładami w dwugłosie w stylu nota contra notam; w przykładach tych często zachodzi krzyżowanie się głosów. Zalecane jest niestosowanie kwint czystych oraz sekund małych, a w ich miejsce polecane są sekunda wielka i kwarta czysta (choć tercje są także dozwolone). 
Pojawia się także pojęcie occursus ("spotkanie"), z którego narodzi się późniejsza kadencja; occursus zachodzi wtedy, gdy dwa głosy osiągają unison. Powinien on być uzyskany ruchem przeciwnym z tercji wielkiej lub ruchem bocznym z sekundy wielkiej.